# Nureddin al-Atassi

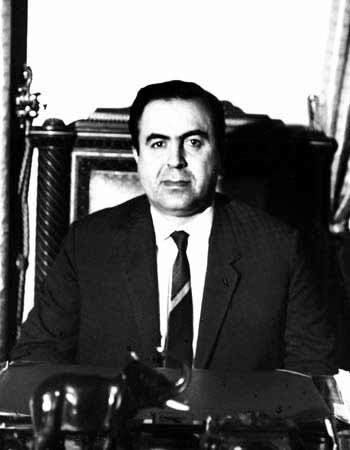
Nureddin al-Atassi

Nureddin Mustafa al-Atassi (* 1929 in Homs, Syrien; † 3. Dezember 1992 in Frankreich; arabisch نور الدين مصطفى الأتاسي, DMG Nūr ad-Dīn Muṣṭafā al-Atāsī) war von 1966 bis 1970 Präsident und 1968 bis 1970 auch Premierminister Syriens.

## Leben

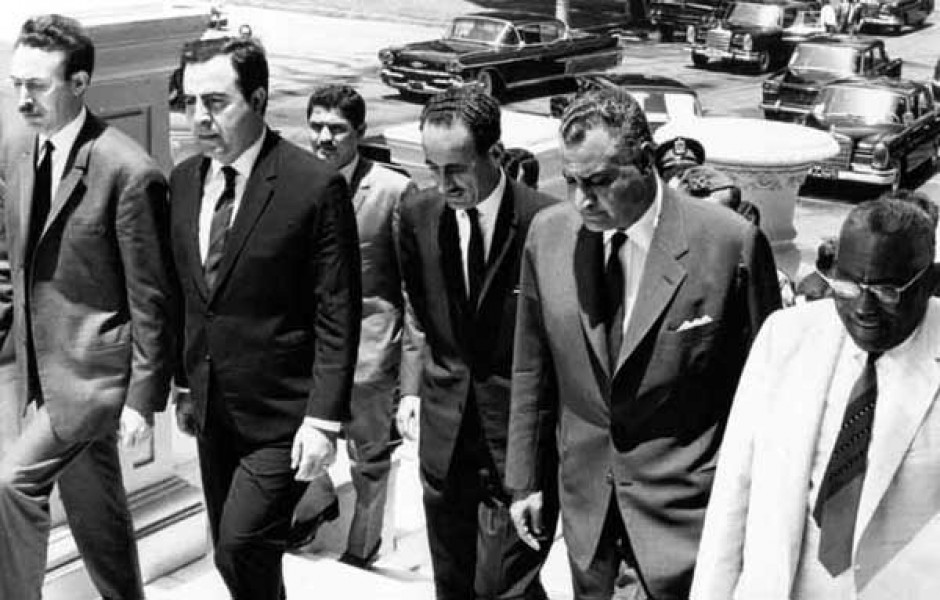
Kairo, 1968, von links nach rechts die Präsidenten Boumedienne, Atassi, Arif, Nasser und al-Azhari

Nureddin al-Atassi entstammt der syrischen Großgrundbesitzerfamilie Atassi. Er studierte Medizin an der Universität Damaskus. Während seiner Studienzeit schloss er sich der Baath-Partei um Michel Aflaq und Salah ad-Din al-Bitar an. Als Student engagierte er sich politisch gegen die Militärdiktatur von Adib asch-Schischakli. Im April 1953 wurde er aufgrund dieser Aktivitäten festgenommen und in Palmyra und Damaskus inhaftiert. Während der Haft trat er in den Hungerstreik und wurde im Mai desselben Jahres wieder freigelassen. 1954 schloss er sich mit dem Beginn des Algerienkriegs der FLN an und diente dort als Mediziner.
Als Vertreter des linken Flügels der Baath-Partei wurde er nach dem Auseinanderbrechen der baathistisch-nasseristischen Koalition im August 1963 unter Amin al-Hafiz zunächst Innenminister, im Oktober 1964 Vizepremier und nach der Absetzung Muhammad Umrans von September 1965 bis Dezember 1965 auch Vizepräsident (seit Mai 1964 war er Mitglied des Präsidentschaftsrates), ehe er als Vizepräsident von Shibli al-Aysami abgelöst wurde. Nach einem weiteren Links-Putsch innerhalb der Partei am 25. Februar 1966 gegen al-Hafiz wurde Atassi schließlich Generalsekretär der syrischen Baath-Partei und Präsident Syriens. Im September 1967 wurde Atassi auch zum Generalsekretär einer von Syrien neugebildeten gesamtarabischen Baath-Führung gewählt. Vom 29. Oktober 1968 an war er zudem Premierminister, faktischer Machthaber war jedoch 1966 bis 1969 General Salah Dschadid.
Die beiden wichtigsten politischen Verbündeten Atassis waren Yusuf Zuayyin und Ibrahim Makhous, wie Atassis ebenfalls Mediziner („drei Ärzte“) und Vertreter des linken Baath-Flügels, während Nureddins Cousin Dschamal al-Atassi zu dessen innerparteilichen Gegnern gehörte. Unter Atassi fungierte daher Zayyen zumeist als Premier, Makhous als Vizepremier und Außenminister.
An der Niederlage im Sechstagekrieg 1967 gaben sich später Salah Dschadid, der damalige Verteidigungsminister Hafiz al-Assad und Staatspräsident Atassi gegenseitig die Schuld. Dschadid beklagte, Assad habe trotz seines Drängens und Flehens an der Front dringend benötigte Elitetruppen in Damaskus zurückgehalten. Assad erklärte, diesen Befehl direkt von Atassi bekommen zu haben, der einem baath-internen Putsch mithilfe der in Syrien befindlichen irakischen Verbündeten befürchtet hatte. Atassi hingegen beklagte, dass beide Generäle dem zivilen Staatsoberhaupt nicht gehorcht hätten.

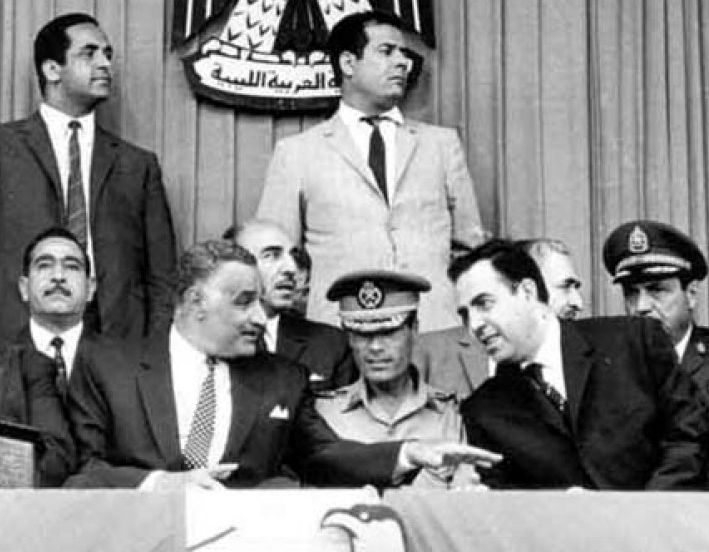
Ende 1969 verhandelte Atassi (rechts) mit Gaddafi (Mitte) und Nasser (links) über ein Bündnis – ein Jahr später war Atassi gestürzt und Nasser verstorben

Nach der Niederlage forderte Atassi im September 1967 die Präsidenten Ägyptens, Iraks und Algeriens auf, mit „Syrien einen Einheitsstaat der sozialistischen Araber“ zu bilden, ohne jedoch bei einem Treffen mit seinen Amtskollegen in Kairo 1968 nennenswerte Unterstützung für dieses Projekt zu finden. Im Juni 1969 erklärte Atassi erneut, Syrien plane neben einem Militärbündnis mit Irak und Jordanien eine „politische Union mit progressiven arabischen Staaten, insbesondere mit Ägypten“. Parallel dazu erklärte Iraks Präsident Hasan al-Bakr, dass eine irakisch-syrische Union der Beginn einer arabischen Vereinigung sein müsse.
Über die Haltung Syriens gegenüber dem Schwarzen September in Jordanien kam es 1970 zum endgültigen Zerwürfnis zwischen Atassi, Dschadid und Assad. Nach einem als „Korrekturbewegung“ bezeichneten Putsch wurde Atassi am 18. November 1970 als Präsident bzw. am 21. November als Premier von zum rechten Flügel der Baath-Partei gerechneten Militärs um Assad abgelöst und ohne Gerichtsprozess eingekerkert (während einige Quellen, z. B. Who’s Who, zunächst eine Flucht ins libysche Exil angenommen hatten). Seine Anhänger spalteten sich unter Makhous’ Führung als „Arabische Sozialistische Demokratische Baath-Partei“ ab und schlossen sich der oppositionellen Demokratiebewegung von 1980 an. Atassis schlechter Gesundheitszustand führte 1992 zu seiner Freilassung, woraufhin er sich zur (letztlich erfolglosen) medizinischen Behandlung nach Frankreich begab.
Der Bürgerrechtler Ali al-Atassi (* 1967) ist Nureddins Sohn. Zusammen mit Dschamal al-Atassis Tochter Suheir gründete er 2000 eine Demokratiebewegung (Atassi-Forum), die 2001 verboten wurde.